# チャック・ウィルソン
チャールズ・ケント・ウィルソン（Charles Kent Wilson、1946年10月26日 - ）は、アメリカ合衆国マサチューセッツ州ボストン出身のスポーツインストラクター、外国人タレント。
日本にエアロビクスを紹介した人物でもある。柔道七段。
血液型はO型。身長178cm、体重100kg。アバンセ所属。

## 略歴
少年時代は心臓弁膜症で病弱でいじめを受け「痩せでドジの気弱なチャック」と呼ばれていた。不良グループに入り、自動車泥棒や傷害、強盗などの罪で数回少年刑務所に入ったこともあるが、そこから更生して筋力トレーニングに熱中するようになり18歳で180キログラムのベンチプレスを上げ、レスリングではマサチューセッツ州選手権にまで出場する。しかし、それらが通り魔的な集団暴行の被害を受けた際、実戦で全く通用しなかった経験から、柔道・空手に取り組むようになり、ボストン大学合格後に徴兵を受けて空軍所属時、空軍柔道競技で10連勝し、全米選手権でも準優勝の成績を残す。
除隊後は、建築作業員や酒場の用心棒を経て、1970年に来日し同志社大学に柔道留学した。1971年・1973年・1975年に全日本パワーリフティングでオープン参加にてチャンピオンとなり、ベンチプレス200kgの日本記録を8年間保持していた。
1973年から「クラーク・ハッチ健康管理センター」（東京都港区麻布台に2004年まで存在）の共同経営者として実業家に転身し、日本にエアロビクスを紹介している。1976年、アメリカの柔道ライト・ヘビー級の準優勝、1976年・1980年オリンピック候補選手となる。1982年 - 1989年のうち5回、ホノルルマラソンに参加し完走したほか、相撲も研究した。1990年6月。全日本パワーリフティング110kg級で優勝している。
また、毎日放送（MBS）のクイズ番組『世界まるごとHOWマッチ』に準レギュラー解答者として出演（同番組には「クラーク・ハッチ健康管理センター所属」の肩書きで出演していた）。風貌や体格に似合わず、毎回安い金額で解答するため、司会の大橋巨泉からは、同じく4枠準レギュラーのケント・ギルバートの「ネギルバート」（値切る+ギルバートの略）と同様に「ケチャック」（ケチなチャックの略）と呼ばれるようになる。高い金額で解答した際には巨泉から「もうケチャックとは言わせない、チャック・ウィルソンさんの解答です」と茶化されていた。
その後は、「チャックウィルソンエンタープライズ (C.W.E.) 」を経営し、全国のフィットネスセンターの指導にあたるとともに、楽しい生活を過ごすための手段として健康があるとの観点から、生活習慣病予防施設の普及に努め、自らも健康カウンセリングセンターを開設する。

## 出演

### 映画
- 「カポネ大いに泣く」（1985年、松竹） - アル・カポネ役
- 「ゴジラvsキングギドラ」（1991年、東宝） - ウィルソン役[1]
- 「カルロス」（1991年、東映Vシネマ）

### テレビ番組
- 勝ち抜き腕相撲 (東京12チャンネル1975年)トレーナー
- 世界まるごとHOWマッチ（1983年 - 1990年、毎日放送）
- 土曜だエブリバディ!（朝日放送）
- ザ・ベストテン（ゲスト、TBS）
- 鶴ちゃんのプッツン5（日本テレビ）
- ニッポン快汗マップ ガムシャラ十勇士!!（日本テレビ）
- やる気マンマン日曜日（毎日放送）
- 痛快なりゆき番組 風雲!たけし城（TBS）
- 実録！府中刑務所24時（1987年、テレビ東京）
- オールスター感謝祭（92年秋-00年秋まで出演、TBS）
- クイズ☆タレント名鑑（TBS）

### テレビドラマ
- ただいま絶好調! 第22話「アイラブ・ニューヨーク」（1985年、テレビ朝日）
- 華麗なる追跡 THE CHASER（1989年、日本テレビ） - リチャード・ゲイル（CIA情報管理官） 役
- 外人宿のおカミさん（1991年、フジテレビ）
- 金曜エンタテイメント 収容所（ラーゲリ）から来た遺書（1993年8月13日、フジテレビ）
- 帰ってきたセカンド・チャンス（1996年12月20日、TBS） - ケントの父 役
- ビーチボーイズスペシャル（1998年1月3日、フジテレビ）
- あぶない刑事フォーエヴァー（1998年、日本テレビ）  - 金塊強盗団のリーダー 役
- 松本清張サスペンス特別企画・熱い絹  - パーカー支配人 役
- 月曜ミステリー劇場 里見浩太朗芸能生活50周年特別企画「夜盗」（2005年10月、TBS）
- 特命!刑事どん亀（2007年4月、TBS） - バンキッド駐日大使 役
- テレビ東京開局55周年特別企画 ドラマスペシャル 二つの祖国（2019年3月、テレビ東京） - クラーク 役

### ラジオ番組
- いすゞマインドチューンナップ（TBSラジオ）

### CM
- 日産自動車「マキシマ」（ケント・ギルバート、ケント・デリカット、デーブ・スペクターと共演）
- 小林製薬「スポルタス スプレー」
- ハウス食品「本中華・醤」（大橋巨泉と共演）
- 焼肉 玉苑（宮崎県宮崎市にあった焼肉店）
- 東北健康スタジアムテルブ（宮城県名取市にあった健康センター）

### PV
- まだ生きてるよ（槇原敬之）
- Try My Luck (dustbox)

## 著書
- 『トレーニング・バイブル―自信がつく、筋肉がつく』ネスコ〈Nesco Books〉、発売：文藝春秋、1985年。ISBN 978-4-890360055
- 『シェイプアップ・バイブル―しなやかに より軽やかに』ネスコ〈Nesco Books〉、発売：文藝春秋、1986年。ISBN 978-4-890360239
- 『キミも自分の人生やれよ!』（自叙伝）サンケイ出版、1987年。ISBN 978-4-383025850
- 『健康と体力アップへのマル秘カルテ―価値ある人生をつくる』リクルート、1990年。ISBN 978-4-889912043
- 『健康づくり トラの巻―だれでもできる―フィットネス入門』近代文芸社、1997年。ISBN 978-4-773362435
- 「自信がぐんぐんわいてくる身心改造法」『超転身法―仕事をしながら人生を変える!』ロングセラーズ〈ムックセレクト〉、2002年。ISBN 978-4-845407132 ※共著